# Una hora más en Canarias
Una hora más en Canarias (en català Una hora més a Canàries) és una pel·lícula dirigida i escrita per David Serrano de la Peña.

## Argument
La Claudia és una dona de trenta anys atractiva i emprenedora que forma una família ideal amb el seu marit i el seu fill. La seva vida és perfecta, àdhuc té un amant anomenat Pablo amb qui s'hi avé molt bé. Tanmateix, un dia en Pablo es cansa de la relació i té un affaire amb l'Elena, una jove afectuosa però molt gelosa quan hi ha altres dones pel mig. La Claudia demana ajuda a la seva germana per recuperar el que és seu i totes dues tramen un pla per reconquerir en Pablo.

## Producció
Està produïda per Telespan 2000 en associació amb La Zona Films i en coproducció amb la productora colombiana Dynamo Capital i Sogecable. Compta també amb la col·laboració de Televisió Espanyola, Canal Plus i Promotur.